# 韌性 (科學)
在材料科學及冶金學上，韌性是指當承受應力時對折斷的抵抗，其定義為材料在破裂前所能吸收的能量與體積的比值。

## 數學上的定義
韌性可從在應力-應變曲線之下的面積（用積分）求得，明確的數學描述如下：
{\displaystyle {\frac {\mbox{energy}}{\mbox{volume}}}=\int _{0}^{\epsilon _{f}}\sigma \,d\epsilon }
其中：
- {\displaystyle \epsilon } 是應變
- {\displaystyle \epsilon _{f}} 是斷裂時的應變
- {\displaystyle \sigma } 是應力

另一個定義是直至斷裂時能吸收到多少機械能（或動能）的能力。

## 測量單位
韌性在國際單位制中是用焦耳每立方米（J/m3）來測量；在英制中是用英寸-磅力每立方英寸（有時以in-lbf/in3表達）來測量。

## 參看
- 斷裂韌性
- 硬度
- 剛度
- 強度
- 韌性

## 外部連結
- Engineering Stress-strain Curve （页面存档备份，存于）
- Super Fibers: Nanotubes make tough threads[永久]